# Sim
För andra betydelser, se SIM (olika betydelser).

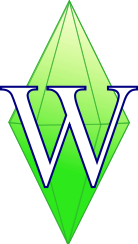
Simmens humör visas med hjälp av en svävande "kristall" över dess huvud.

En sim (i plural: simmar) är en humanoid varelse som befolkar de flesta av Maxis Sim-spel. En sim kan precis som en människa ha många olika egenskaper. Simmarna pratar simlish och betalar med sin valuta simdaler. Spel som simmar förekommer i är till exempel The Sims, The Sims 2, The Sims 3, The Sims 4, SimCity och SimPark. 
Ordet "sim" är en förkortning för "simulation" ersätter begrepp som "mänskliga" eller "person" i de ovan nämnda spelen.
I The Sims-spelen gäller det att hålla sin sim på gott humör. Simmens humör visas med hjälp av en "kristall", även kallad Plumbob, som svävar över simmens huvud. Röd kristall visar att simmen är ledsen/arg medan en grön kristall visar att simen mår bra och är glad. En vit kristall visar att den är väldigt lycklig.